# Tápióbicske
Tápióbicske [ˈtaːpi.oːbitʃkɛ] ist eine ungarische Gemeinde im Kreis Nagykáta im Komitat Pest. Sie liegt im östlichen Teil des Komitats, im Tal des Tápió-Bachs, 51 Kilometer südöstlich des Zentrums der Landeshauptstadt Budapest, 7 Kilometer südwestlich der Kreisstadt Nagykáta im geographischen Dreieck Jászberény-Cegléd-Monor.
Die Fläche des Ortes beträgt 4848 Hektar. Die Einwohnerzahl betrug während der ersten Volkszählung in Ungarn 1784 1.437 Personen, zur Zeit (Volkszählung 2001) sind es 3.442. Der Ort hatte die meisten Einwohner (4.226) im Jahre 1930.

## Geschichte
Aus der Bronzezeit wurden zwei Erdburgen freigelegt. Das heutige Dorf entstand höchstwahrscheinlich im 12. Jahrhundert. Der Namensgeber des Dorfes ist die Familie Bicskei (oder Bikcsei, später Bicskey), deren Mitglieder bis zur Mitte des 19. Jahrhunderts die wichtigsten Gutsbesitzer des Dorfes waren. Der Name der Familie erscheint erstmals in einer Urkunde aus dem Jahre 1250 von König Béla IV. Das Dorf selbst wird erstmals in einer Urkunde aus dem Jahre 1275 erwähnt. Während der Türkenherrschaft entvölkerte sich das Dorf allmählich und wurde zur Wüstung. Zu Beginn des 18. Jahrhunderts trug die Rückkehr der ehemaligen Einwohner sowie die Neuansiedlung von Ansiedlern aus Norden, darunter auch Slowaken, zu einer Neuentwicklung bei.
Die Einwohner beschäftigten sich immer mit der Landwirtschaft. Die Bodenverhältnisse waren besonders zur Kultivierung von Brotgetreide geeignet. Auch der Weinbau war bedeutend. Im 18. Jahrhundert lebten hier zwei Großgrundbesitzerfamilien: die Familie Beleznay und die Familie Hellenbach. Später wurden Kleingüter und Mittelgüter charakteristisch.
Die Kirche wurde 1737 eingeweiht, aber sie erhielt ihre heutige Form erst im Jahre 1786. Die einschiffige Barockkirche ist eine der Sehenswürdigkeiten des Dorfes. Das neue Dorf wurde um diese Kirche herum gebaut, aber im Frühling 1834 brannte der untere Teil des Dorfes völlig ab.
Während des Ungarischen Unabhängigkeitskrieges 1848/1849 kam es am 4. April 1849 am Dorfrand von Tápióbicske zu einem Gefecht zwischen ungarischen und österreichischen Husaren, bei dem die aufständischen Ungarn unter Führung von Artúr Görgei den Sieg davontrugen. Zur Erinnerung daran wurde am 23. Oktober 1910 auf dem ehemaligen Schlachtfeld das Honvéddenkmal von Gyula Jankovics errichtet. Hier wurden die damals hier Gefallenen in einem Gemeinschaftsgrab begraben. In dem Gefecht tötete der ungarische Husarenmajor Alajos Színi Sebő den österreichischen Kommandeur Baron Riedesel, was auf einem berühmten Gemälde von Mór Than festgehalten ist, das im Ungarischen Nationalmuseum hängt. Zu Alajos Sebős Ehren wurde 1999 ein Denkmal errichtet. An den Kampf wird von ungarischen Patrioten alle fünf Jahre mit einem Volksfest erinnert, bei dem die Kämpfe auch von Reenactern nachgestellt werden.
In der zweiten Hälfte des 19. Jahrhunderts verarmten die alten Adeligen, viele von ihnen zogen weg. Das einzige große Gut des ehemaligen Bitskey-Geschlechts geriet in die Hände von Kálmán Bitskey, der auch die Kirche und den Unterricht wesentlich unterstützte. Er schenkte den Baugrund für die Grundschule, die 1902 erbaut wurde und bis heute erhalten ist. In den Jahren um die Jahrhundertwende bildete sich das typische Bauerntum heraus. Die kaum gewinnbringende bäuerliche Wirtschaft wurde durch das Pendeln in die Hauptstadt und den immer wichtiger werdenden Weinbau ergänzt.
Zu Beginn des 20. Jahrhunderts entwickelte sich das Dorf sehr rasch. Das Weinbaugebiet wurde auf das Gebiet zwischen den zwei Tápió-Bächen ausgedehnt.
Dem Ersten Weltkrieg fielen 151 Einwohner aus Tápióbicske zum Opfer. Die Erinnerung an diesen Krieg bewahrt das Denkmal neben der Kirche (28. Oktober 1926 von Ottó Koltay). Im Zweiten Weltkrieg starben 147 Menschen aus dem Dorf. Zu ihrer Erinnerung wurde ein Denkmal auf dem Friedhof errichtet.
Nach der Wende im Jahre 1990 entstanden wichtige Einrichtungen und Anlagen neu, und auch das öffentliche Leben hat sich belebt.

## Städtepartnerschaft
- Nárad, Slowakei